# Gamurra

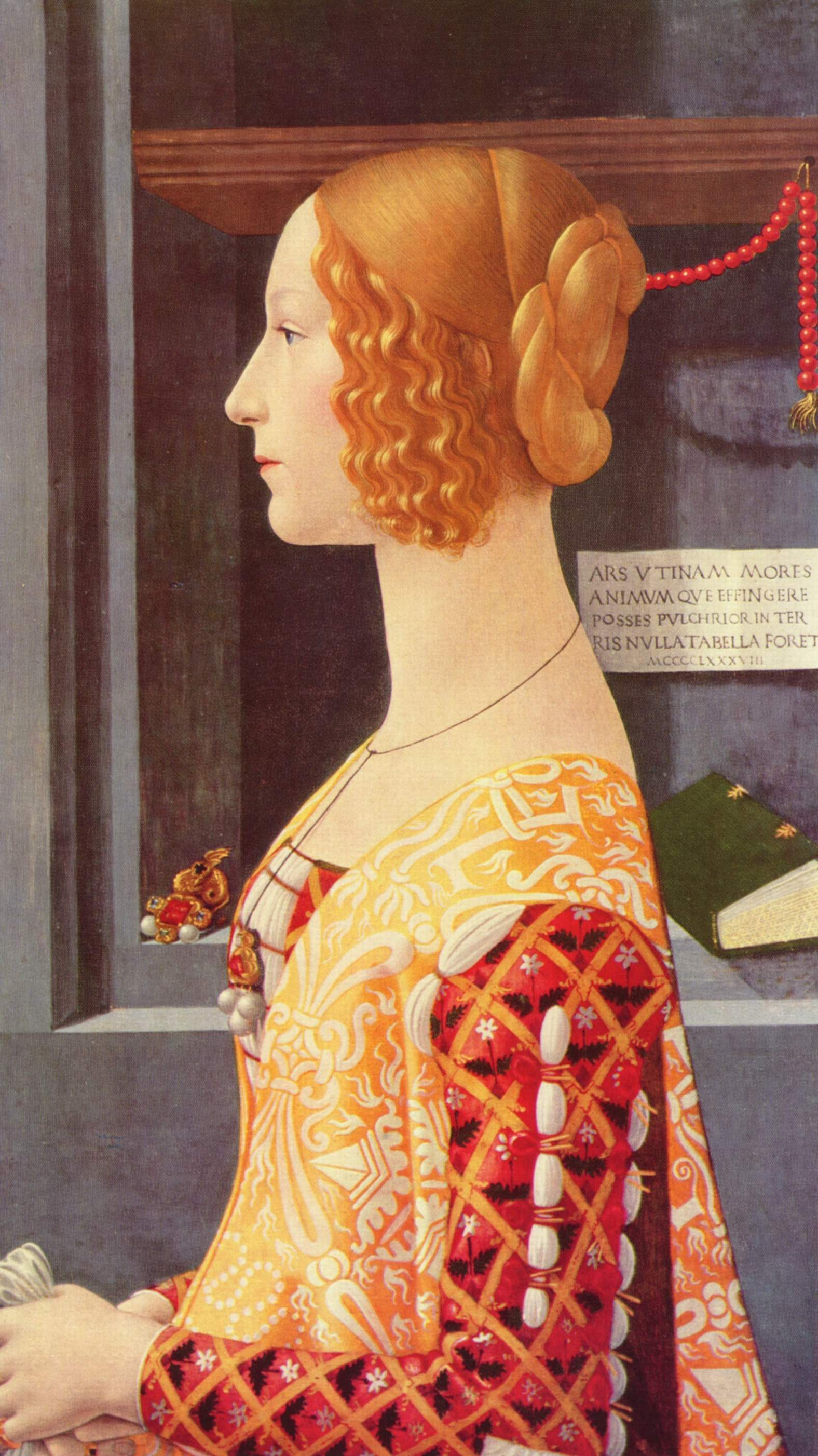
Gamurra indossata sotto la giornea nel Ritratto di Giovanna Tornabuoni di Domenico Ghirlandaio

La Gamurra (Gammurra a Firenze, o ancora Camora, Zupa, Zipa, Socha nell'Italia Settentrionale) fu un capo di abbigliamento femminile in uso in Europa nel Tardo Medioevo/Rinascimento.

## Descrizione
Fin dall'alto Medioevo esisteva la necessità di coprire il corpo abbondantemente, indossando più vesti sovrapposte, per difendersi dal freddo invernale. Il binomio veste-sopravveste era comune ad ambo i sessi. Fino alla fine del Medioevo, l'abito maschile e femminile era denominato gonnella, ed era di linea piuttosto semplice, con maniche aderenti. Con l'avvento del Rinascimento la gonnella femminile prese il nome di "gamurra". 

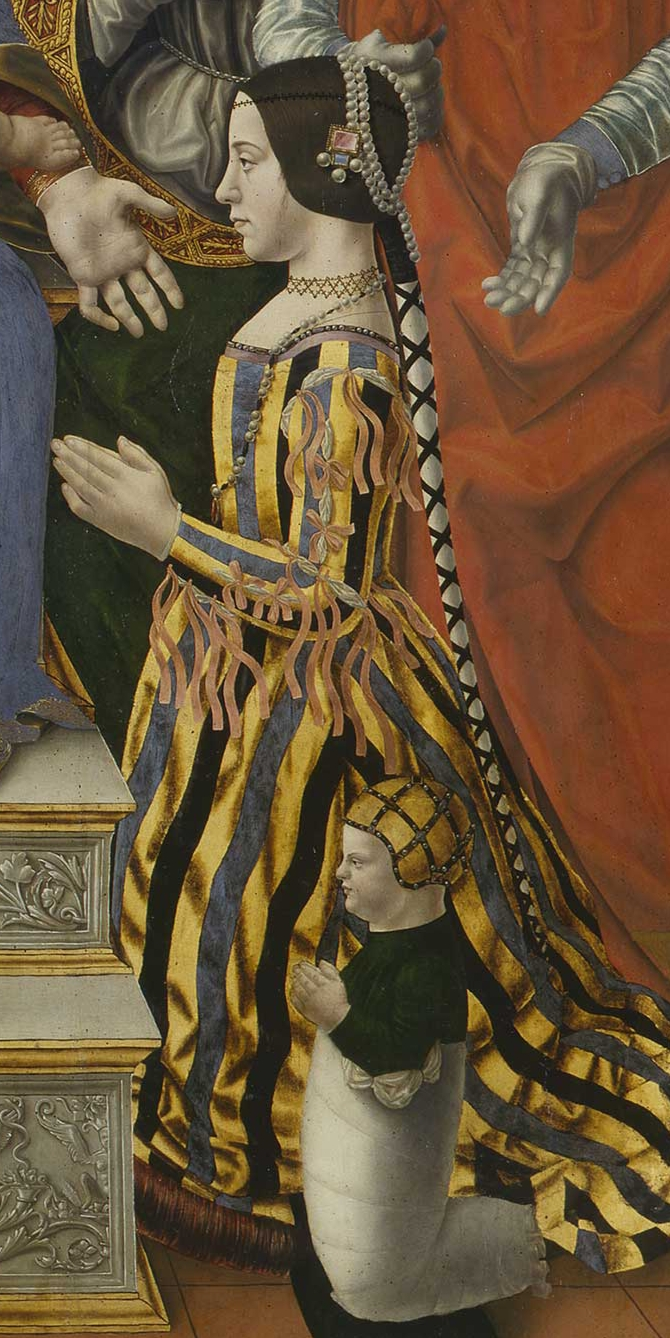
Camora secondo la moda milanese di fine XV secolo: Beatrice d'Este nella Pala Sforzesca. Si notino l'abbondanza di nastri a chiudere i tagli delle maniche, i bordi della scollatura ornati con pietre preziose e l'assenza di sopravveste.

La gamurra era un abito lungo fino ai piedi, solitamente invernale, in lana, abbastanza attillato, a volte chiuso da bottoni sul davanti, a volte da stringhe posteriori o laterali, più o meno ricco a seconda della classe sociale. La gamurra aveva quasi sempre maniche separate dalla veste. Infatti, con l'avanzare del Quattrocento, l'usanza volle che vi fossero praticati tagli verticali, sì che la manica stessa era formata da una serie di pezze di tessuto, tenuto insieme da laccetti, e dai cui tagli sbuffava la candida camicia. Le maniche inoltre potevano essere ricamate anche con filo d'oro e con l'applicazione di gioie. Ciò le poteva rendere talmente preziose, da  metterle al sicuro in un forziere. 
La gamurra era abbinata alla pellanda, sopravveste con maniche fluenti e frequentemente foderata di pelliccia. In estate l'abbigliamento si basava su un ulteriore abbinamento: cioppa e giornea solitamente sfoderate e in tessuti più leggeri.
La veste si poteva stringere o allargare in caso di gravidanza: in questo caso era aperta sul davanti (vedi ad esempio il quadro della Madonna del Parto di Piero della Francesca a Monterchi). Poteva anche essere dotata di due tagli verticali sul seno, quando la donna allattava, come testimonia il quadro di Cristoforo Sacco, datato alla fine del secolo, e conservato  all'Allen Memorial Art Museum, Oberlin (Ohio)
Il nome viene fatto derivare dal plurale della parola araba khimar (pl. khumur) che significa velo da donne o più genericamente vestito da donna.